# 1956 a légi közlekedésben
Ez a lista az 1956-os év légi közlekedéssel kapcsolatos eseményeit tartalmazza.

## Események
- június 30. 10:30 – A United Airlines Douglas DC-7-e és a Trans World Airlines Lockheed L-1049 gépe a Grand Canyon Nemzeti Park fölött összeütközött.[1] A két gép összes utasa meghalt (128 ember). Az igazgatótanács megállapítja, hogy a levegőben ütközésének valószínű oka az volt, hogy a pilóták időben nem látták egymást az ütközés elkerülése érdekében. Nem lehet megállapítani, hogy a pilóták miért nem láthatták egymást, de a bizonyítékok azt sugallják, hogy az a következő tényezők egyikéből vagy azok kombinációjából adódott: A felhők beavatkozása a vizuális szétválasztáshoz, a pilótafülke láthatóságából és a megfontolásból adódó vizuális korlátozásokhoz a normál pilótafülkével ellátott feladatokkal, a pilótafülkével kapcsolatos feladatokkal kapcsolatos kérdésekkel foglalkoznak, például azáltal, hogy az utasok nagyobb látványt nyújtanak a Grand Canyon területére, az emberi látás élettani határait, csökkentve a más repülőgépek látásának és elkerülésének lehetőségét a légiforgalmi tanácsadást a légiközlekedés ellenőrzésében a létesítmények elégtelensége és a személyzet hiánya miatt.
- – Konoklov főhadnagy (korábban a 22. gárda-vadászrepülő-hadosztályban (22. GvIAD) szolgált Bécsújhelynél) MiG–17 gépével tévedésből lelőtte a Magyar Néphadsereg egyik MiG–15bisz típusú gépet Pomogy térségében. A pontos dátum egyelőre nem ismert, a magyar pilóta valószínűleg életét vesztette.[2]